# Bulbophyllum crassifolium
Bulbophyllum crassifolium là một loài phong lan thuộc chi Bulbophyllum.